# Labyrinth (альбом)
Labyrinth (с англ. — «Лабиринт») — альбом английского музыканта Дэвида Боуи и южноафриканского композитора Тревора Джонса, выпущенный в 1986 году для фильма с одноимённым названием Лабиринт. Это был второй из трех саундтрековых альбомов, предыдущим был Christiane F., а после него — The Buddha of Suburbia. Помимо песен Боуи этот альбом включает шесть инструментальных композиций, написанных Тревором Джонсом: «Into the Labyrinth», «Sarah», «Hallucination», «The Goblin Battle», «Thirteen O’Clock» и «Home At Last».

## Производство
Дэвида Боуи пригласили сняться в фильме в 1983 году во время его Serious Moonlight Tour, а так как Боуи давно хотел написать музыку для детского фильма, он согласился. Дэвид записал пять песен для фильма: «Underground», «Magic Dance», «Chilly Down», «As The World Falls Down» и «Within You». Композиция «Underground» вошла в саундтрек к фильму, была выпущена как сингл, также были выпущены инструментальная версия и танцевальный микс этой песни. «Magic Dance» был выпущен синглом в Америке. Выпуск трека «As The World Falls Down» был изначально задуман в виде сингла вместе с «Underground» на Рождество в 1986 году, но этот план не осуществился. Единственная песня, где вокалистом был не Боуи — «Chilly Down», исполнили Чарльз Огинс, Ричард Бодкин, Кевин Клэш и Дэнни Джон-Жюль, актёры, которые озвучивали гоблинов в фильме.

## Продвижение
Стив Бэррон продюсировал рекламные клипы для «Underground» и «As The World Falls Down». Клип на трек «Underground» показывает Боуи как певца ночного клуба, который встретился с миром Лабиринта, сталкиваясь со многими существами, которые были в фильме. Клип для «As World The Falls Down» объединяет музыкальные эпизоды из фильма и совмещает их с черно-белыми снимками Дэвида Боуи.

## Список композиций
| №  | Название                               | Автор(ы)                               | Длительность |
| -- | -------------------------------------- | -------------------------------------- | ------------ |
| 1. | «Opening Titles Including Underground» | music by Trevor Jones; lyrics by Bowie | 3:21         |
| 2. | «Into the Labyrinth»                   | Jones                                  | 2:12         |
| 3. | «Magic Dance»                          | Bowie                                  | 5:13         |
| 4. | «Sarah»                                | Jones                                  | 3:12         |
| 5. | «Chilly Down»                          | Bowie                                  | 3:44         |
| 6. | «Hallucination»                        | Jones                                  | 3:02         |

| №                   | Название                  | Автор(ы)            | Длительность |
| ------------------- | ------------------------- | ------------------- | ------------ |
| 1.                  | «As the World Falls Down» | Bowie               | 4:51         |
| 2.                  | «The Goblin Battle»       | Jones               | 3:31         |
| 3.                  | «Within You»              | Bowie               | 3:30         |
| 4.                  | «Thirteen O'Clock»        | Jones               | 3:06         |
| 5.                  | «Home at Last»            | Jones               | 1:49         |
| 6.                  | «Underground»             | Bowie               | 5:57         |
| Общая длительность: | Общая длительность:       | Общая длительность: | 43:33        |

## Музыканты
Взято из Discogs. 
- Arif Mardin — продюсер
- Trevor Jones — клавишные, продюсер
- Ray Russell — лид-гитара
- Albert Collins — гитара
- Dann Huff — гитара
- Paul Westwood — бас-гитара
- Will Lee — бас-гитара
- Matthew Seligman — бас-гитара
- Neil Conti — ударные
- Steve Ferrone — ударные
- Robbie Buchanan — клавишные, синтезатор
- Brian Gascoigne — клавишные
- David Lawson — клавишные
- Ray Warleigh — саксофон
- Bob Gay — саксофон
- Maurice Murphy — trumpet
- Robin Beck — бэк-вокал
- Chaka Khan — бэк-вокал
- Cissy Houston — бэк-вокал
- Danny John-Jules — бэк-вокал
- Fonzi Thornton — бэк-вокал
- Luther Vandross — бэк-вокал

## Чарты
| Чарты (1986)                     | Наивысшая позиция |
| -------------------------------- | ----------------- |
| MegaCharts                       | 39                |
| GfK Entertainment Charts         | 29                |
| Official New Zealand Music Chart | 15                |
| UK Albums Chart                  | 38                |
| Billbord 200                     | 68                |

### Комментарии
1. ↑  On the 2017 vinyl reissue, "Magic Dance" has been edited down to 4:13[5]